# Distretto di Çandır
Il distretto di Çandır (in turco Çandır ilçesi) è uno dei distretti della provincia di Yozgat, in Turchia.